# مادورانکولی
مادورانکولی (به لاتین: Madurankuli) یک منطقهٔ مسکونی در سری‌لانکا است که در ناحیه پوتالام واقع شده‌است. مادورانکولی ۴۳٫۳ کیلومتر مربع مساحت و ۳٬۰۰۰+ نفر جمعیت دارد و ۲٫۷۴۳۲ متر بالاتر از سطح دریا واقع شده‌است.